# 以色列船厂

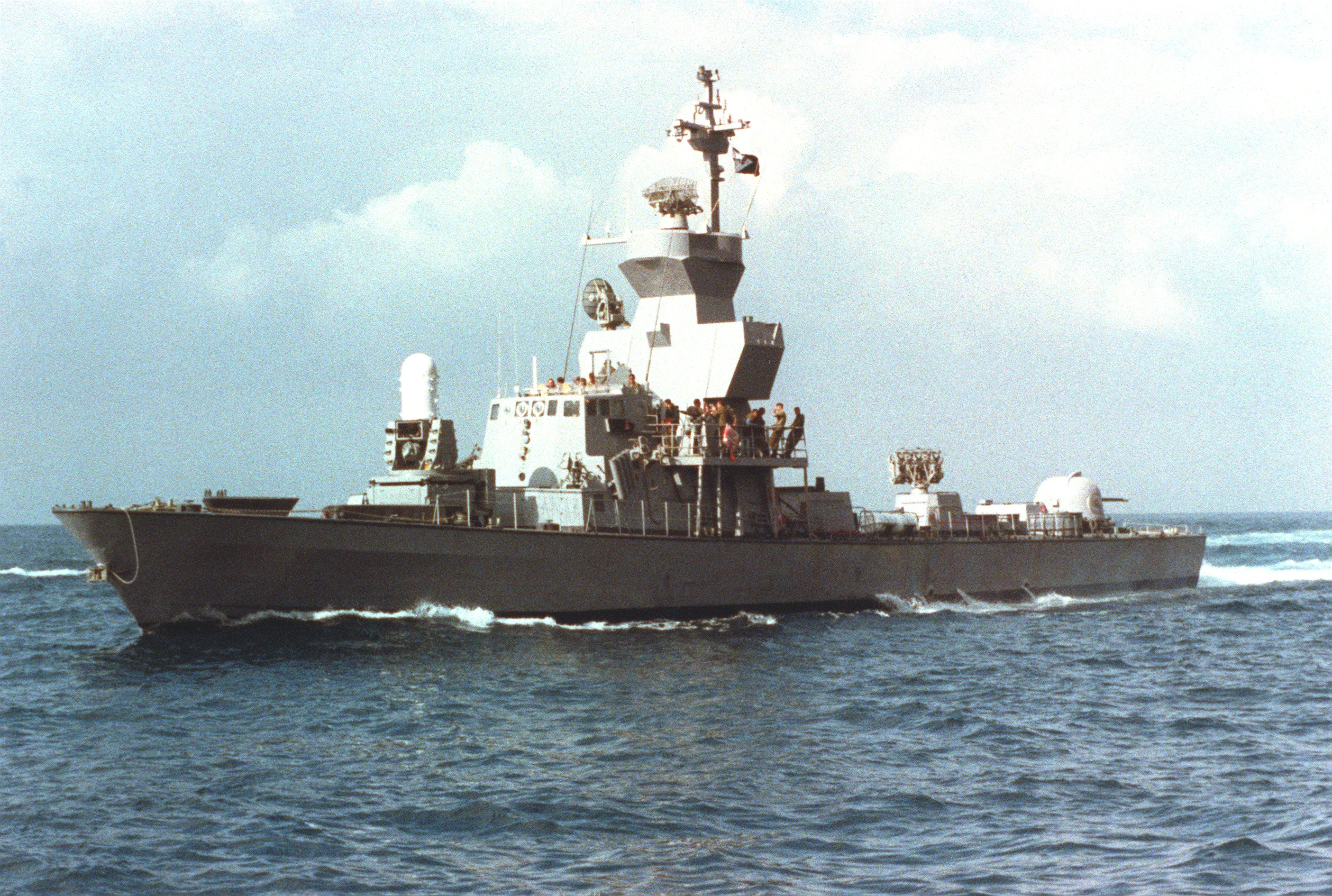
以色列船廠建造的導彈艇

32°48′55.39″N 35°2′1.11″E / 32.8153861°N 35.0336417°E
以色列船厂（‎）是地中海东部最大的造船和修理的设施之一。该公司还经营以色列第一家也是唯一一家私营的港口。该公司的设施位于基顺港（與海法港的一部份共構），占地335英畝，廠房土地乃向以色列港務局承租建成，造船廠有900公尺長、12公尺深的碼頭區，與可容納20,000噸級船隻的乾塢。

## 概述
以色列造船廠於1959年由以色列政府出資開設，以色列復國時，以色列海軍已設立以色列海軍造船廠，但軍方希望成立一間以建造民間船舶的公司。
然而，以色列造船廠開設後，主力業務仍然是建造軍艦，在1960年代開始以色列自製薩爾4型飛彈快艇，公司的營運巔峰在1970年代，當時以色列造船廠職工有1,000人。然而軍艦業務結束後，以色列造船廠營運每況日下，公司虧損嚴重；在1984年時公司進行三年重整計畫，希望由裁員與政府發包公務船等方式改善經營，以色列政府雖然提供公司金援，但沒有船隻訂單，結果在1986年1月12日，公司在股東大會上宣告破產，進行清算重整。
1986年3月，以色列法院允許臨時清算人請求，任命澤·阿爾莫格為公司特別經理。在1995年以色列政府正式將公司出售前，阿爾莫格在這10年中成為以色列造船廠的實質經營者。在公司清算前，以色列造船廠有650位職工，1994年6月又資遣了240人；阿爾莫格經營期間除了承攬以色列海軍薩爾4.5型飛彈快艇、翠鳥級高速巡邏艇訂單，也成功奪得美國海軍第六艦隊修繕業務，使公司業務在以軍訂單外有了新的財源。不過以色列國家審計長判斷該造船廠營利能力低、資金周轉困難，長期來看仍無法擺脫虧損困境，以色列政府因此在1993年11月決定將公司私有化。拍賣產權的過程並不順利，直到1995年4月才由以色列本地私募基金以40.5億美元的價格收購以色列造船廠的產權及負債，買方也承諾購入後會確保造船廠營運及繼續相關業務。私有化後以色列造船廠股權主要持有者為什洛莫財團。
2008年8月，以色列造船廠第一艘散貨船下水，該艘貨船長90公尺、重4,750噸，該批共計生產4艘同型船隻，為公司創設以來第一批民用船隻訂單。